# Galerie Kaple
Galerie Kaple je galerie ve Valašském Meziříčí zaměřená na prezentaci současného umění, zejména českého. Vznikla v roce 2009 v prostorách rekonstruované renesanční budovy kaple (rok 1611) zámku rodu Žerotínů. Objekt je kulturní památkou.
Galerie se snaží rozvíjet výměnu a přesahy mezi různými uměleckými obory. Od malířství a sochařství k novým médiím, konceptuálnímu umění, instalaci, videoartu a performance. Od vzniku galerie je hlavním kurátorem PaedDr. Leszek Wojaczek. S galerií spolupracovali teoretici umění a kurátoři Vladimír Beskid, Jiří Ptáček, Jiří Valoch, Martina Vyskupová, Jiří Surůvka, Ilona Víchová, Jiří Černický, Lucie Berková, Ivana Sláviková, Tomáš Knoflíček, Petra Hejralová, Martin Klimeš, Romana Veselá, Palo Macho a další. Na postu galeristky působily Vlasta Červenková, Pavlína Vašíčková a Lucie Cuchtová. Od roku 2022 je galeristkou Kaple Kateřina Vojkůvková.

## Výstavy

### 2009
- Michal Gabriel – Sochy (17. 12. 2009 – 28. 1. 2010), kurátor Leszek Wojaczek

### 2010
- Martin Velíšek – Odezdi Kezdi (2. 2. 2010 – 4. 3. 2010), kurátoři Libor Gronský, Leszek Wojaczek
- Pavel Korbička – Tu a tam (26. 3. 2010 – 21. 4. 2010), kurátoři Jiří Valoch, Leszek Wojaczek
- Miloslav Fekar – Plné – Prázdné (2. 5. 2010 – 19. 6. 2010), kurátor Leszek Wojaczek
- Denisa Krausová – Lokalita: zahrádka (30. 6. 2010 – 25. 8. 2015), kurátoři Lucie Berková, Leszek Wojaczek
- Veronika Bromová – Rehabilitace (2. 9. 2010 – 30. 9. 2010), kurátor Leszek Wojaczek
- Petr Stanický – Netopýr, svitek a visící muž (4. 12. 2010 – 3. 2. 2011), kurátor Leszek Wojaczek

### 2011
- Lenka Klodová – Příběhy žen (18. 2. 2011 – 14. 4. 2011), kurátoři Jiří Surůvka, Leszek Wojaczek
- Federico Díaz, Rafani – Adheze (12. 5. 2011 – 16. 6. 2011), kurátor Leszek Wojaczek
- Czech Press Photo (24. 6. 2011 – 25. 8. 2011), kurátoři Daniela Mrázková,  Leszek Wojaczek
- Josef Bolf – Nevyřešené případy (23. 9. 2011 – 3. 11. 2011), kurátor Leszek Wojaczek
- Jiří Surůvka – Gotham City!!! (25. 11. 2011 – 19. 1. 2012), kurátor Leszek Wojaczek

### 2012
- Aleš Hudeček – Koherence (9. 2. 2012 – 11. 4. 2012), kurátor Leszek Wojaczek
- Kateřina Šedá - č 14 (5.5. 2012 - 15.6. 2012), kurátor Leszek Wojaczek
- Czech Press Photo (22. 6. 2012 – 31. 8. 2012), kurátor Leszek Wojaczek
- Jan Vytiska - Černý Sabat (28.9. 2012 - 16.11. 2012), kurátor Leszek Wojaczek
- Kateřina Vincourová - Poslouchat očima (30.11. 2012 - 18.1. 2013), kurátor Leszek Wojaczek

### 2013

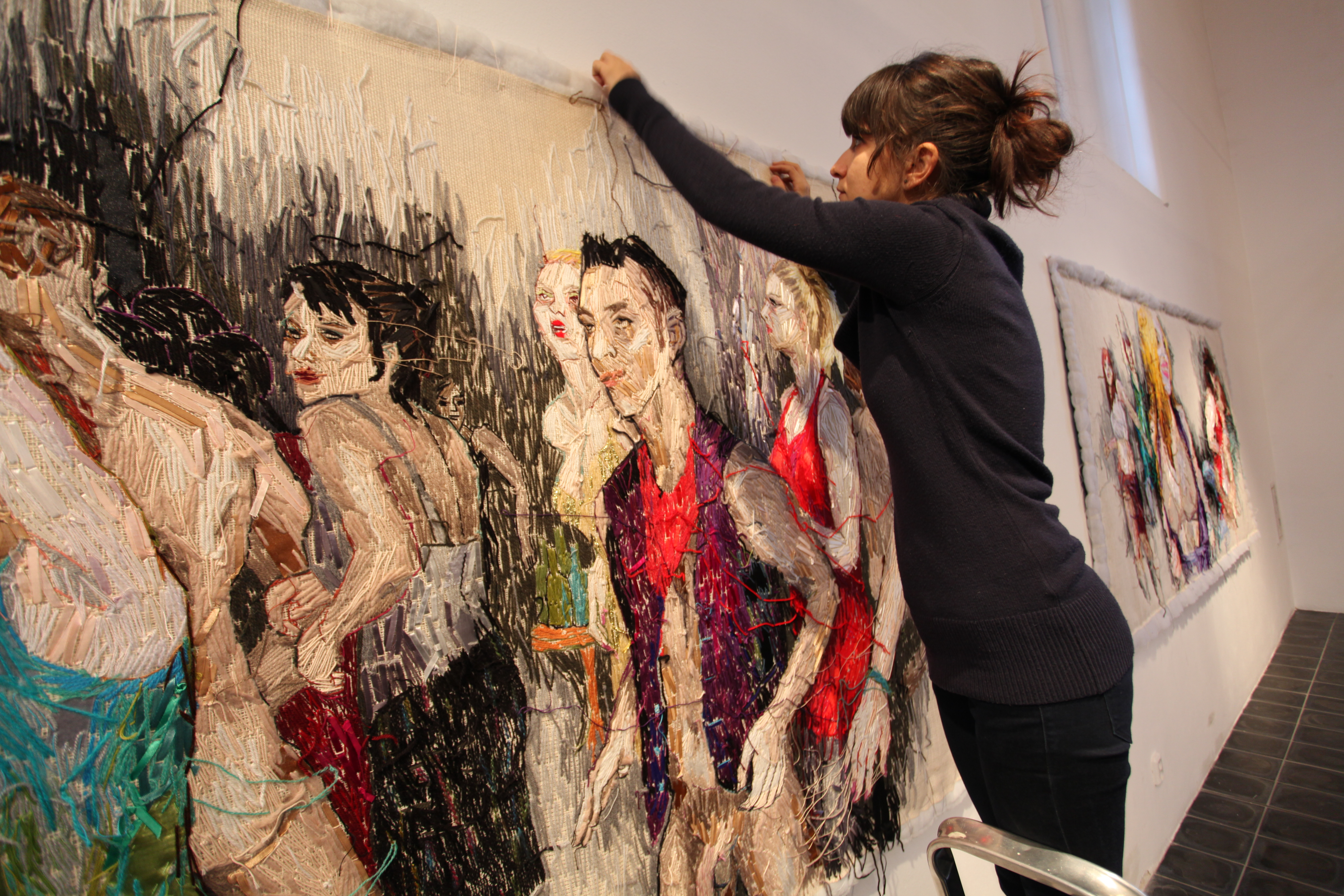
Vlasta Žáková - Friday Night Highlights, 2013, Galerie Kaple Valašské Meziříčí

- Dana Sahánková – Cavé Béstiás (9. 2. 2013 – 4. 4. 2013), kurátoři Jiří Ptáček, Leszek Wojaczek
- Jakub Špaňhel – Van Gogh na venkově (19. 4. 2013 - 13. 6. 2013), kurátor Leszek Wojaczek
- Czech Press Photo (21. června 2013 – 30. srpna 2013)
- Chiel Kuijl – 42 (20. 9. 2013 – 21. 11. 2013), kurátor Leszek Wojaczek
- Vlasta Žáková – Friday Night Highlights (6. 12. 2013 – 24. 1. 2014), kurátoři Martina Vyskupová, Leszek Wojaczek

### 2014
- Pavel Drda – Aloha (7. 2. 2014 – 30. 3. 2014), kurátor Leszek Wojaczek
- Jiří Kovanda – T jako logika (11. 4. 2014 – 12. 6. 2014), kurátor Leszek Wojaczek
- Czech Press Photo (20. 6. 2014 – 31. 8. 2014)
- Ladislav Průcha, Soňa Třeštíková – Nejen Kvidova věc (17. 9. 2014 – 21. 11. 2014), kurátor Leszek Wojaczek
- Katarína Szanyi – Nadechni se mě (10. 12. 2014 – 20. 2. 2015), kurátor Leszek Wojaczek

### 2015
- Jiří Kuděla – Uni/formy (4. 3. 2015 – 24. 4. 2015), kurátor Leszek Wojaczek[5]
- David Černý – Jesus & Guns (7. 5. 2015 – 12. 7. 2015), kurátor Leszek Wojaczek
- Czech Press Photo (29. 7. 2015 – 15. 9. 2015)
- Dušan Váňa – Sklizeň (23. 9. 2015 – 20. 11. 2015), kurátor Leszek Wojaczek
- Tomáš Vaněk – Particip č. 187 (2. 12. 2015 – 31. 1. 2016), kurátor Leszek Wojaczek

### 2016
- Petr Hajdyla – Propady realitou (17. 2. 2016 – 29. 3. 2016), kurátor Leszek Wojaczek
- František Kowolowski – Teritorium 199 (8. 4. 2016 - 29. 5. 2016), kurátor Leszek Wojaczek
- Czech Press Photo (24. 6. 2016 – 2. 9. 2016)
- Eva Koťátková – Chyba kontrolního aparátu (5. 10. 2016 – 24. 11. 2016), kurátor Leszek Wojaczek
- Krištof Kintera – Systémy bez ducha (9. 12. 2016 – 19. 2. 2017), kurátoři Jiří Ptáček, Leszek Wojaczek

### 2017
- Libor Novotný – Poznámky k inteligenci větve (1. 3. 2017 – 21. 4. 2017), kurátor Leszek Wojaczek
- Akadémia umení v Banskej Bystrici - Priestor v prostore (26. 4. 2017 – 11. 6. 2017), kurátoři Ivana Sláviková, Leszek Wojaczek
- Czech Press Photo (22. 6. 2017 – 31. 8. 2017)
- Vladimír Houdek – Rasura (20. 9. 2017 – 26. 11. 2017), kurátor Leszek Wojaczek
- Jiří Černický – Spiritistická science (6. 12. 2017 – 2. 2. 2018), kurátor Leszek Wojaczek[6]

### 2018
- Fathermother Collective – Ourobora (7. 2. 2018 – 30. 3. 2018), kurátoři Jiří Ptáček, Leszek Wojaczek
- Dominik Lang – Daruji za odvoz: Židle, která umí uspávat (11. 4. 2018 – 8. 6. 2018), kurátor Leszek Wojaczek[7]
- Czech Press Photo (21. 6. 2018 – 6. 9. 2018)
- Vladimír Skrepl – Převrátila jsem oči v sloup (26. 9. 2018 – 23. 11. 2018), kurátor Leszek Wojaczek
- Petr Nikl - Mezipaměť (14.12.2018 - 1.2.2019), kurátor Leszek Wojaczek

### 2019
- Ondřej Strnadel - Proměny (13.2. 2019 - 5.4. 2019), kurátor Leszek Wojaczek
- Wojciech Lawnicki - 925 (10.4. 2019 - 7.6. 2019), kurátor Leszek Wojaczek
- Czech Press Photo (20.6. 2019 – 30. 8. 2019)
- Jiří Straka - Hebký odpad (18.9. 2019 - 24.11. 2019), kurátoři Jiří Černický, Leszek Wojaczek
- Marek Kvetan - Resaving (4.12. 2019 - 31.1. 2020), kurátor Leszek Wojaczek

### 2020
- Filip Dvořák – Hora a mrak (5.2. 2020 – 10.4. 2020), kurátor Leszek Wojaczek
- Michal Kalhous – V kapli (27.5. 2020 – 28.8. 2020), kurátor Leszek Wojaczek
- Jana Farmanová – ENSO kruh  (17.9. 2020 – 13.11. 2020), kurátor Leszek Wojaczek
- Marek Meduna – Motivy (2.12. 2020 – 29.1. 2021), kurátor Leszek Wojaczek

### 2021
- Palo Macho – Tabula Rasa (19.5. 2021 – 13.6. 2021), kurátor Leszek Wojaczek
- Tomáš Hlavina – Elementární konstelace (16.6. 2021 – 3.9. 2021), kurátor Leszek Wojaczek
- Tadeáš Kotrba – Řeka (22.9. 2021 – 14.11. 2021), kurátor Leszek Wojaczek
- Lada Semecká – Kaligrafie zvuku III (25.11. 2021 – 23.1. 2022), kurátoři Romana Veselá, Leszek Wojaczek

### 2022
- Lubomír Typlt – V protisvětle (2.2. 2022 – 10.4. 2022), kurátor Leszek Wojaczek
- Veronika Psotková – Grácie (20.4. 2022 – 10.6. 2022), kurátor Leszek Wojaczek
- Josef Divín – Ultima Thule (22.6. 2022 – 31.8. 2022), kurátoři Petra Hejralová, Leszek Wojaczek
- Petr Dub – Bůh si to žádá (14.9. 2022 – 18.11. 2022), kurátor Leszek Wojaczek
- Matěj Frank – Ničí těla (7.12. 2022 – 22.1. 2023), kurátor Leszek Wojaczek

### 2023
- Ján Triaška – Sunday Brunch (1.2. 2023 – 31.3. 2023), kurátor Leszek Wojaczek
- Barbora Křivská – Čistá všednost (12.4. 2023 – 4.6. 2023), kurátoři Palo Macho, Leszek Wojaczek
- Boris Jirků – Levou rukou (21.6. 2023 – 27.8. 2023), kurátor Leszek Wojaczek
- Ausgang Studio – Atem (6.9. 2023 – 3.11. 2023), kurátor Leszek Wojaczek
- Jaroslav Koléšek – Misionář, kazatel a boží mlýn (15.11. 2023 – 19.1. 2024), kurátor Jan Kudrna

## Galerie

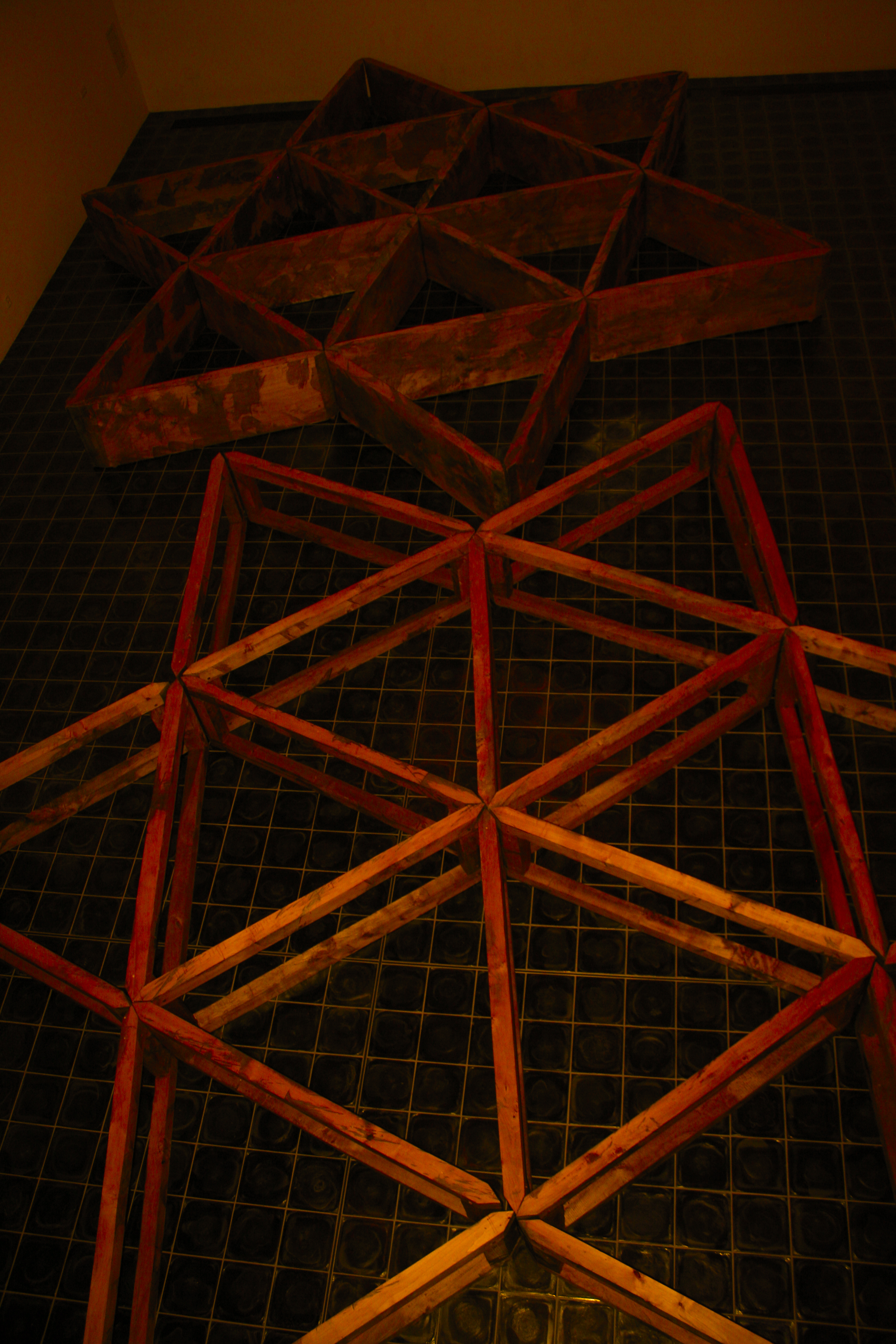
Miloslav Fekar – Plné-Prázdné, 2010, Galerie Kaple Valašské Meziříčí
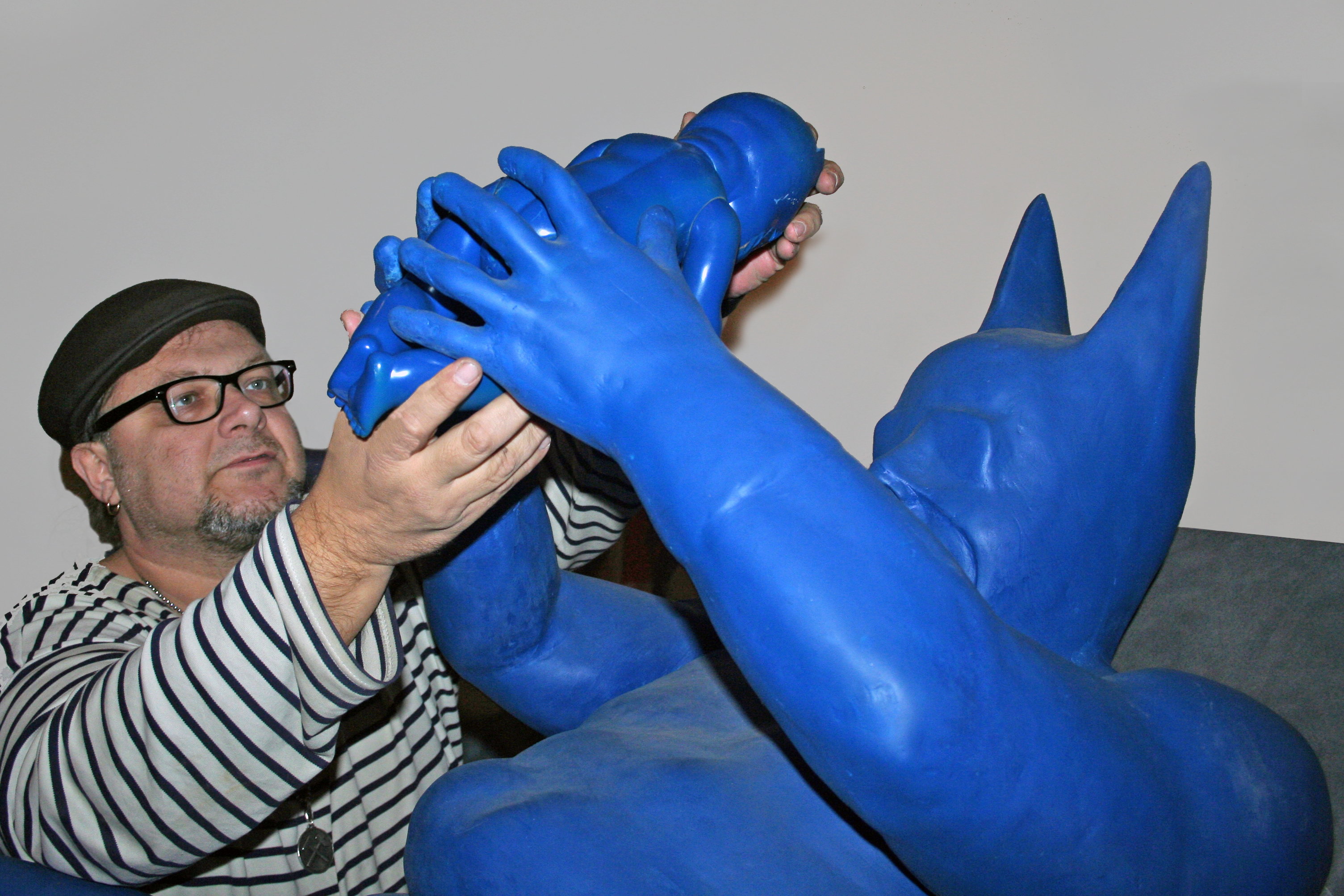
Jiří Surůvka – Gotham City!!!, 2011, Galerie Kaple Valašské Meziříčí
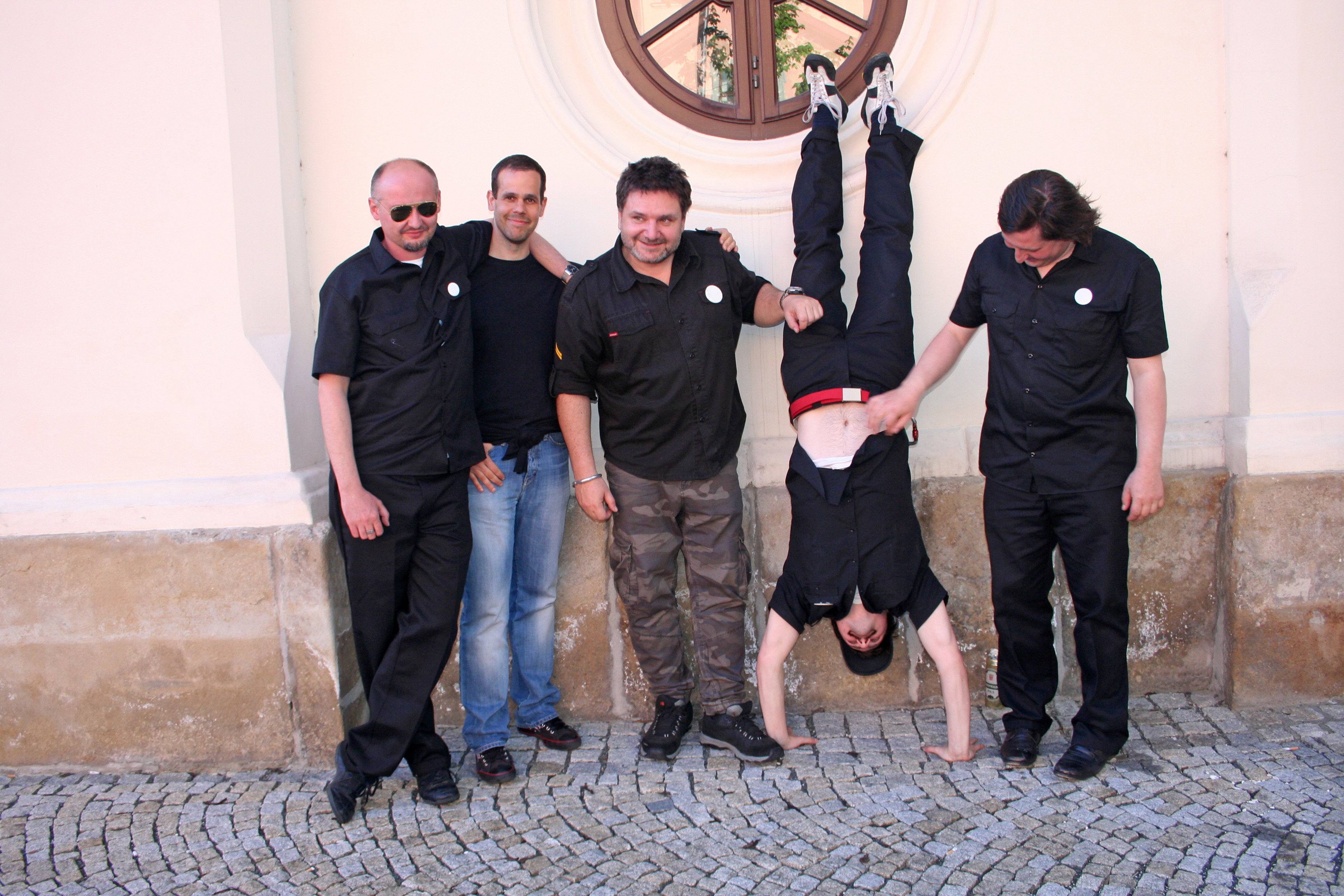
Rafani, Federico Díaz – Adheze, 2011, Galerie Kaple Valašské Meziříčí
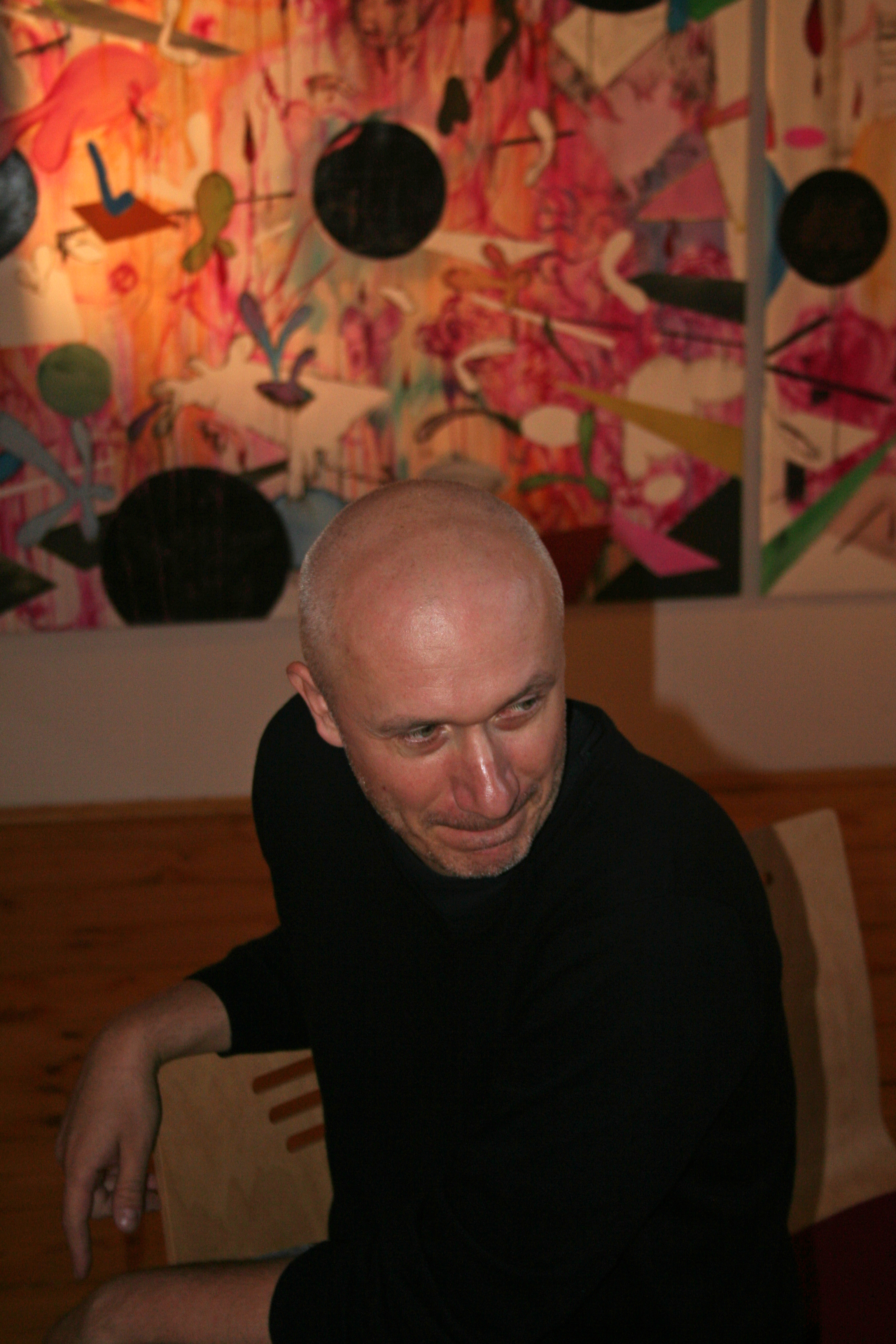
Josef Bolf – Nevyřešené případy, 2011, Galerie Kaple Valašské Meziříčí
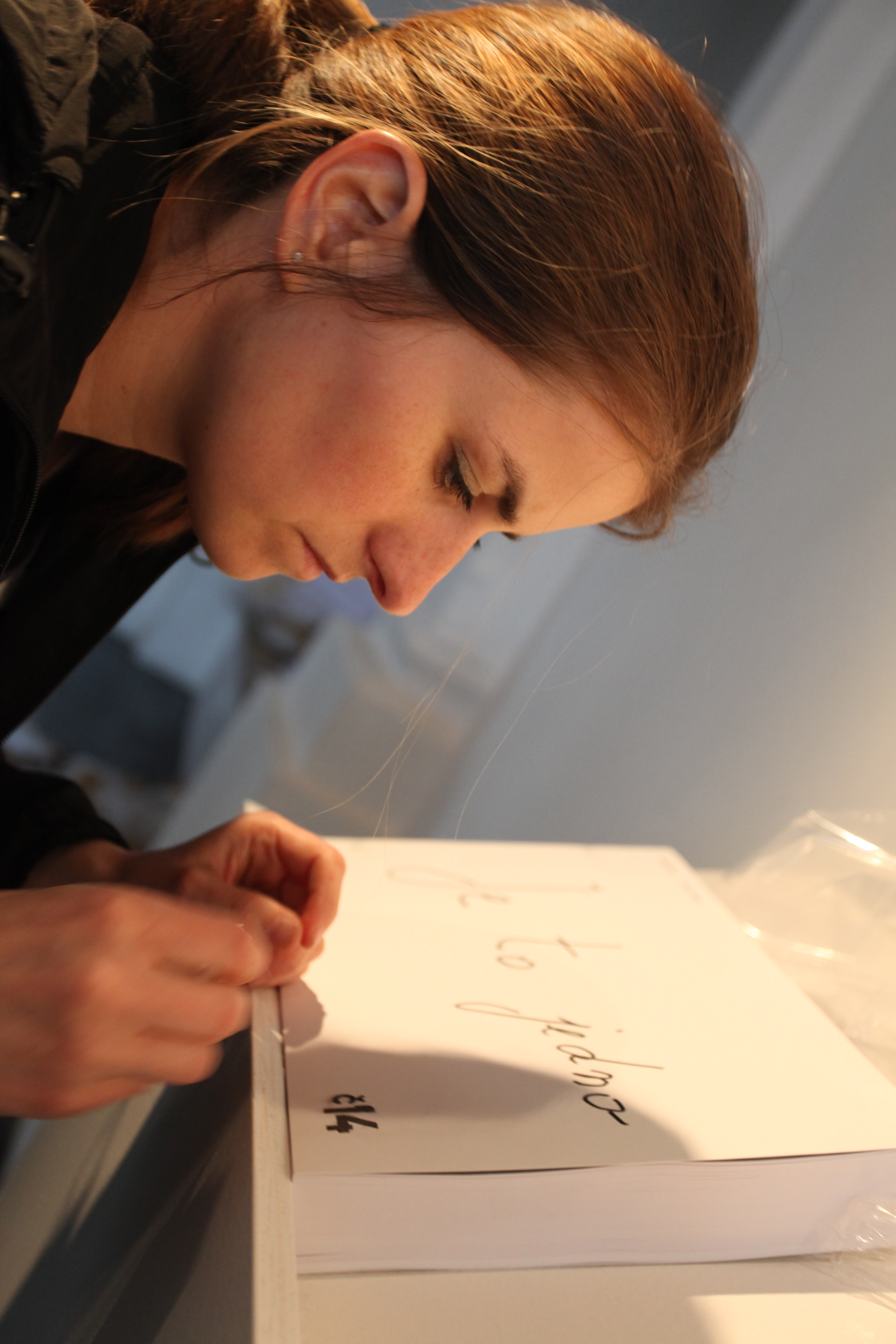
Kateřina Šedá – č14, 2012, Galerie Kaple Valašské Meziříčí
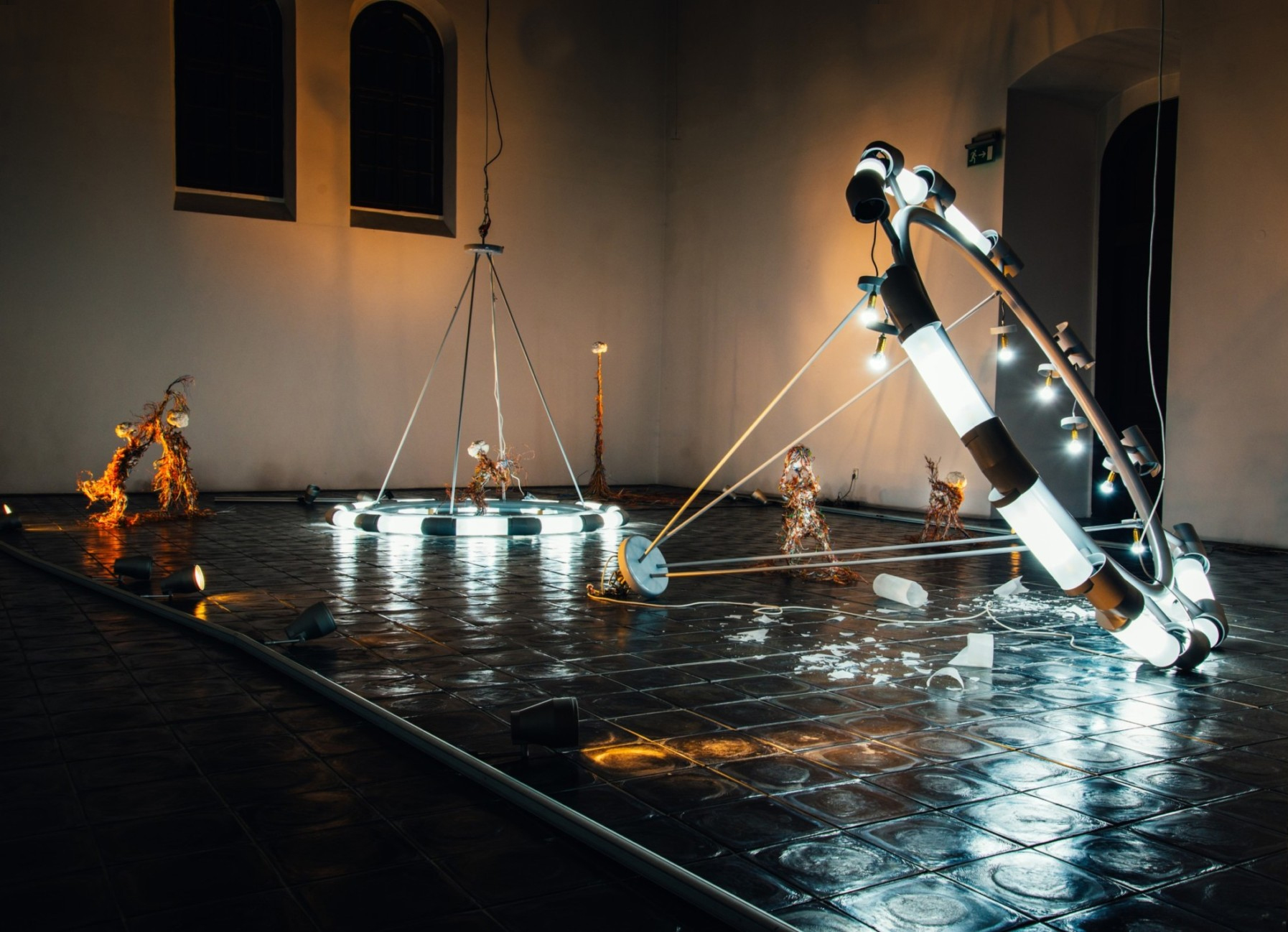
Krištof Kintera – Systémy bez ducha, 2016, Galerie Kaple Valašské Meziříčí
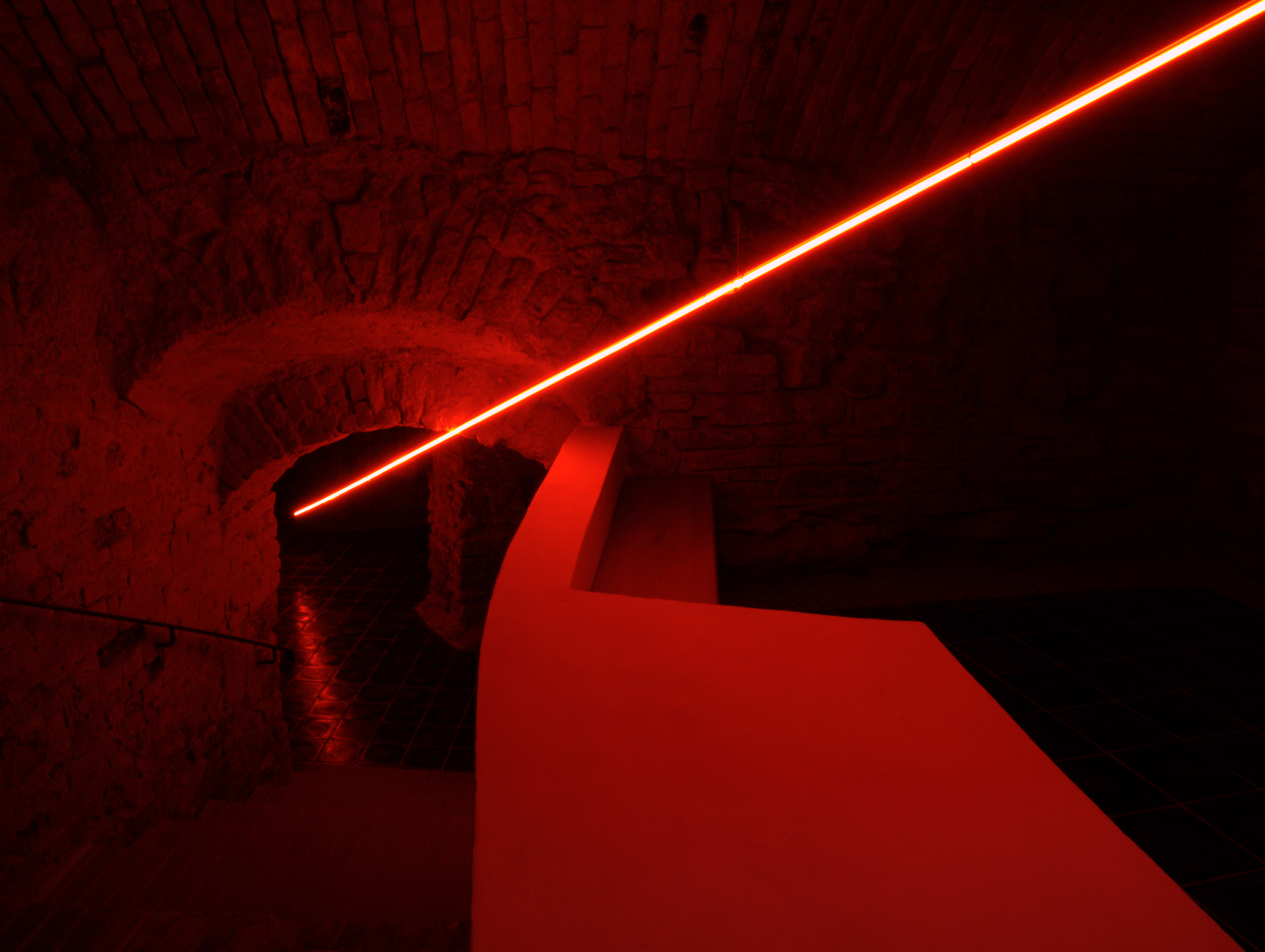
Pavel Korbička – Tu a tam 2010, Galerie Kaple Valašské Meziříčí
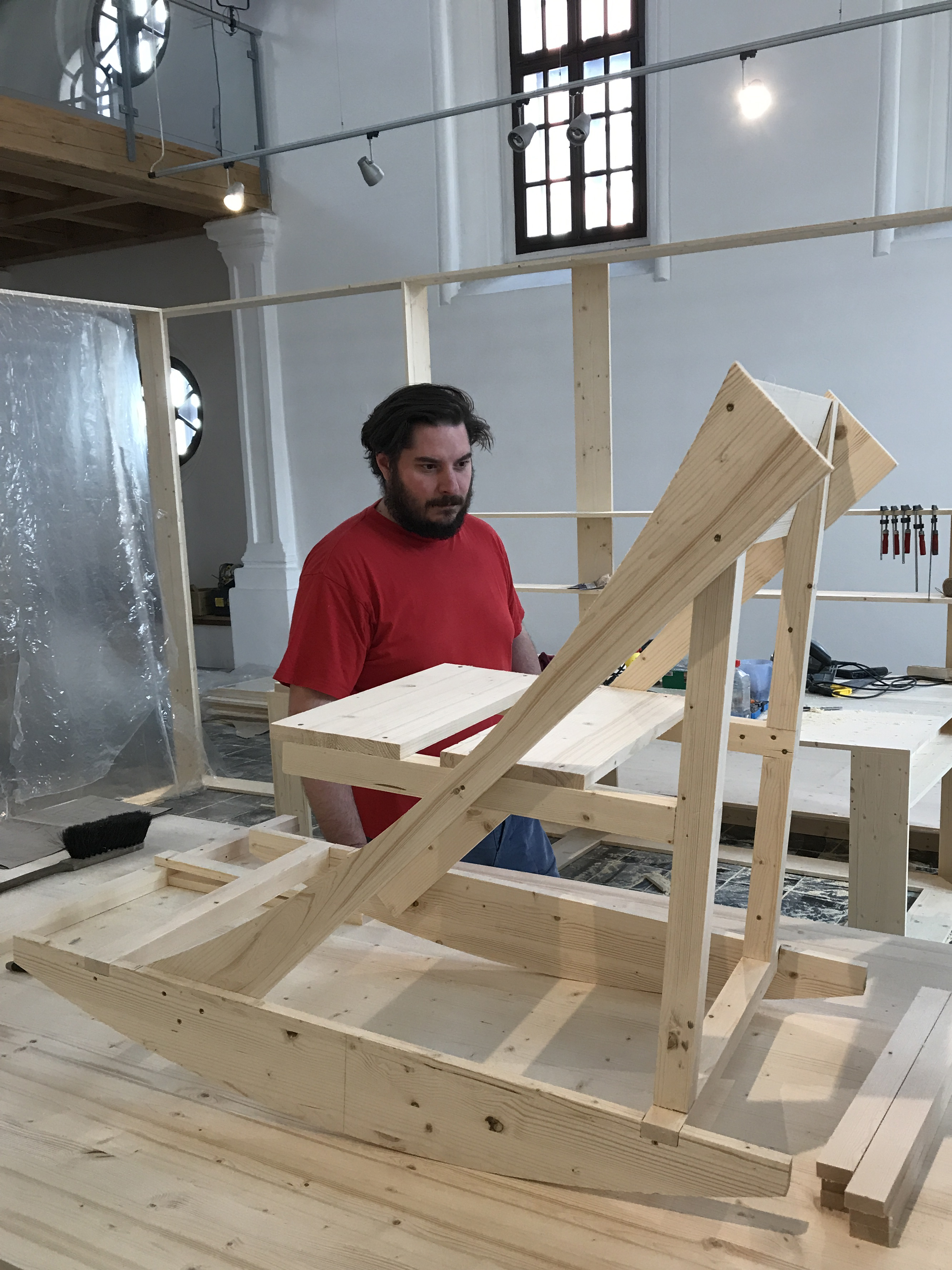
Dominik Lang – Daruji za odvoz Židle, která umí uspávat, 2018, Galerie Kaple Valašské Meziříčí
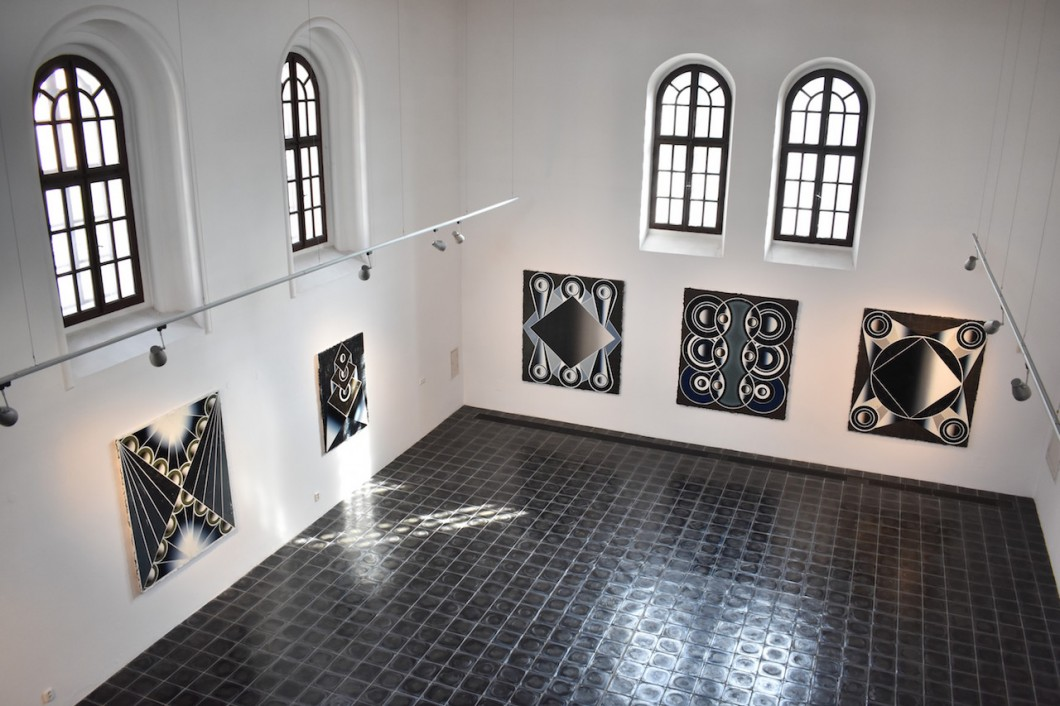
Vladimír Houdek – Rasura, 2017, Galerie Kaple Valašské Meziříčí
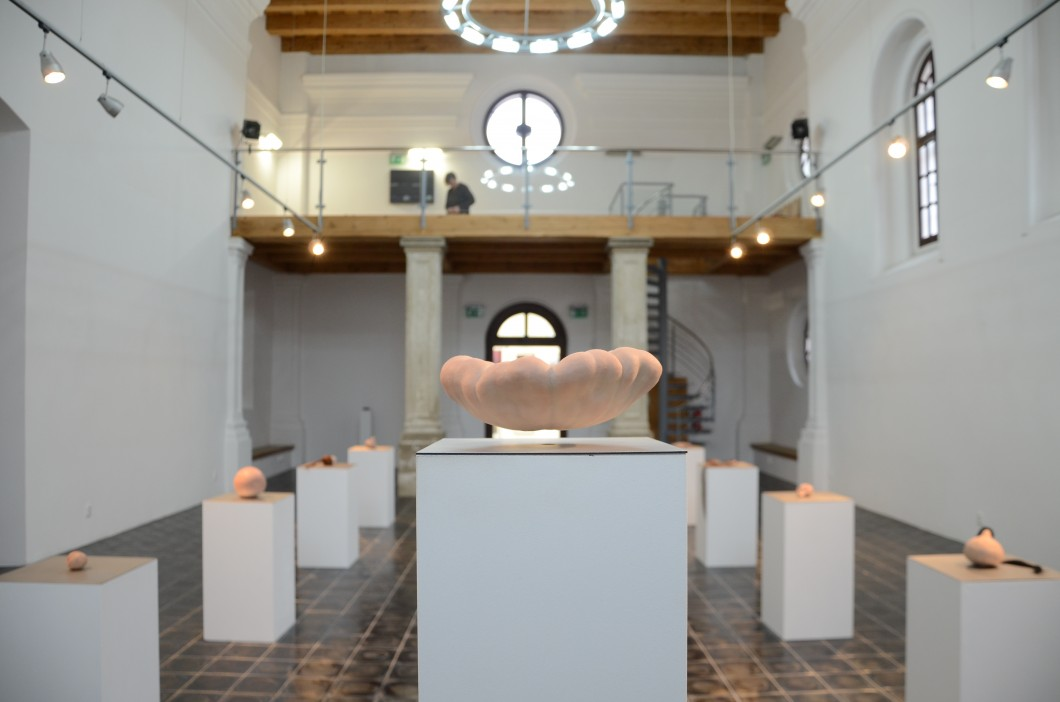
Dušan Váňa – Sklízeň, 2015, Galerie Kaple Valašské Meziříčí